# Będargowo Wąskotorowe
Będargowo Wąskotorowe – zlikwidowany wąskotorowy przystanek kolejowy w Będargowie na linii kolejowej Casekow Ldb. – Pomorzany Wąskotorowe, w powiecie polickim, w województwie zachodniopomorskim, w Polsce.